# Sessão Dorama
Sessão Dorama é uma sessão dedicada a exibição de dramas coreanos. Anteriormente era uma faixa transmitida pela RedeTV!, entre 4 de setembro e 29 de dezembro de 2023. Era apresentado por Fernanda Siccherolli. Na versão do SBT, o programa não tem apresentador, sendo transmitido apenas os dramas.

## Historia
No dia 19 de agosto de 2023, a RedeTV! anunciou um espaço para exibição de dramas coreanos durante o 16.º Festival da Cultura Coreana. A sessão estreou no dia 4 de setembro, na faixa das 18h, com a exibição de Descendentes do Sol. A estreia da faixa provocou a mudança de horário do jornalístico Hora de Ação, que passou a ser exibido em seguida, às 18h45. Em 9 de outubro estreou A Lenda: Um Luxo de Sonhar, segundo título da faixa, que ficou no ar até 24 de novembro, quando foi substituído por W - Dois Mundos.
A faixa foi encerrada pela RedeTV! no final de 2023, devido a baixa audiência. A Sessão Dorama ficou no ar até 29 de dezembro, tendo o horário ocupado pelo Hora de Ação.
No dia 9 de junho de 2025, marca o retorno do bloco de sessão para exibição, mas dessa vez no SBT. A primeira história a ser exibida é My Love from the Star, no horário das 16h45. No entanto, não se trata do mesmo programa da RedeTV!, já que a versão do SBT não possui apresentadores e é apenas uma faixa na programação, assim como as Novelas da Tarde. 
Devido aos baixos índices, a faixa foi retirada do ar no dia 18 de julho de 2025 com o último episódio de Meu Amor das Estrelas. O espaço foi ocupado pelos últimos capítulos da terceira temporada de A Caverna Encantada.